# Archifoném
Archifoném je termín z pocházející fonologie, jež je definován jako souhrn distinktivních rysů společných dvěma fonémům. Archifoném úzce souvisí s termínem neutralizace (viz níže), v jehož pozici reprezentuje jeden z obou členů opozice (viz níže) její archifoném (v češtině je na absolutním konci slov neutralizovatelný protiklad neznělých a znělých konsonantů t:d neutralizačním postavením).

## Fonologické opozice
Fonologická opozice představuje zvukový protiklad, který může měnit význam dvou slov daného jazyka. Dle rozsahu distinktivní platnosti máme opozice:
- Konstantní (stálé) opozice jsou fonologicky relevantní ve všech hláskových postaveních možných v příslušném jazyce.
- Neutralizovatelné (zrušitelné), což znamená, že opozice je fonologicky relevantní jen na jisté hláskové pozici a ve všech jiných pozicích je neschopna rozlišovat význam slov sama o sobě. Zrušitelné opozice mohou být v relevantním postavení (to je postavení, které umožňuje relevanci fonologických protikladů) nebo v postavení neutralizačním, což znamená, že hláskové postavení, v němž se určitý fonologický protiklad daného jazyka stává fonologicky irelevantním. Jako relevantní zde zůstává jen porovnávací základ (archifoném). To znamená, že všechny neutralizovatelné opozice jsou opozice jednodimenzionální, ale nikoliv naopak.

## Neutralizace
S termínem archifoném úzce souvisí pojem neutralizace. Podstatou fonologické neutralizace je to, že v určitém hláskovém postavení jsou fonologicky relevantní jen ty fonické vlastnosti, které jsou oběma členům daného protikladu společné. A tedy tam, kde dochází k neutralizaci, se tento objekt nazývá archifoném.
Pro snazší pochopení je lepší říci, že neutralizace představuje zrušení fonologického protikladu v určitých kontextech. Jedná se o odstranění jednoho nebo více fonologických příznaků. Archifoném se tedy vyskytuje na místě neutralizace (v češtině např. na konci slova – to je archifonémová pozice). V rámci neutralizace si musíme ujasnit tři typy pojmů:
- Korelační dvojice, jež představuje dva fonémy v opozici privativní, proporcionální a jednodimenzionální.
- Korelační příznak, což je fonologická vlastnost, jejíž přítomnost nebo nepřítomnost vyznačuje řadu korelačních dvojic.
- Fonologická korelace představující soustavu všech korelačních fonematických dvojic vyznačujících se stejným korelačním příznakem: kvantitativní, korelace znělosti, palatalizovanosti, aspirovanosti atd.

V případě, že se určitý foném účastní více korelací, spojují se všechny fonémy zúčastněné ve stejných korelačních dvojicích do korelačních svazků. Korelace znělosti spolu s korelací aspirační: střec. b - p - ph, stind. p - ph - b - bh.

## Archifoném v postavení neutralizace
Máme tři typy zástupce archifonému v postavení neutralizace:
- Archifoném není identický s žádným z příslušných členů opozice a realizuje se zvukovým prvkem foneticky příbuzným s realizacemi obou členů opozice, tzn. zástupcem archifonému je jakási střední/zprostředkující hláska mezi oběma členy opozice. Příkladem budiž ruský jazyk, kde tepti „tlouci“, snabdiť „zaopatřovat“, které představují opozice palatalizované proti nepalatalizované labiále, která je neutralizována v postavení před palatal. dentálami. Objevují se osobité polopalatalizované labiály.
- Archifoném je více méně příbuzný s některým z obou protikladných členů, ale má přitom ještě specifické fonické vlastnosti, které ho vymezují proti oběma členům příslušného protikladu. Zpravidla jsou tyto specifické vlastnosti následkem fonetického sblížení s hláskovým okolím, které je postavením neutralizačním. Příkladem budiž čínština, kde opozice k : c je neutraliz. v postavení před i, ü. Zástupcem je tedy č.
- Archifoném je identický s realizací některého z členů opozice:
a) Determinace vnějšími podmínkami, což znamená, že člen je bližší hláskovému okolí. Příkladem budiž slovenský jazyk, kde se protiklad znělosti se neutralizuje před souhláskami obdobné artikulace. Zástupcem před sousední znělou souhláskou je tedy znělý člen a naopak: proZba – prosiť jako hroZba – hroziť.
b) Determinace vnitřními podmínkami, která nezávisí na hláskovém okolí, ale na vztahu protikladných členů. U privativní opozice je to člen bezpříznakový (viz čeština plodu :: ploT) a u graduální opozice jde o člen extrémní (viz ruština, kde se opozice o : a se v nepřízvučné slabice neutralizuje. Zástupcem je tedy maximálně otevřený člen a).

## Zastupování archifonému
Oba členy se v protikladu zastupují tak, že jeden člen jej zastupuje v určité části neutralizačního postavení, druhý ve zbývající části tohoto postavení - jedná se tedy o ekvipolentní opozici. Příkladem budiž němčina, kde opozice s : š je neutralizována před souhláskami. Na začátku kořene se objevuje š, uvnitř a na konci kořene s.